# Lijst van musea in Den Haag
Hieronder volgt een lijst van bestaande en opgeheven musea in de Nederlandse gemeente Den Haag, gesorteerd op alfabet:

Atlantikwall Museum Scheveningen

## A
- Atlantikwall Museum Scheveningen

## B
- Beelden aan Zee, beeldhouwkunst

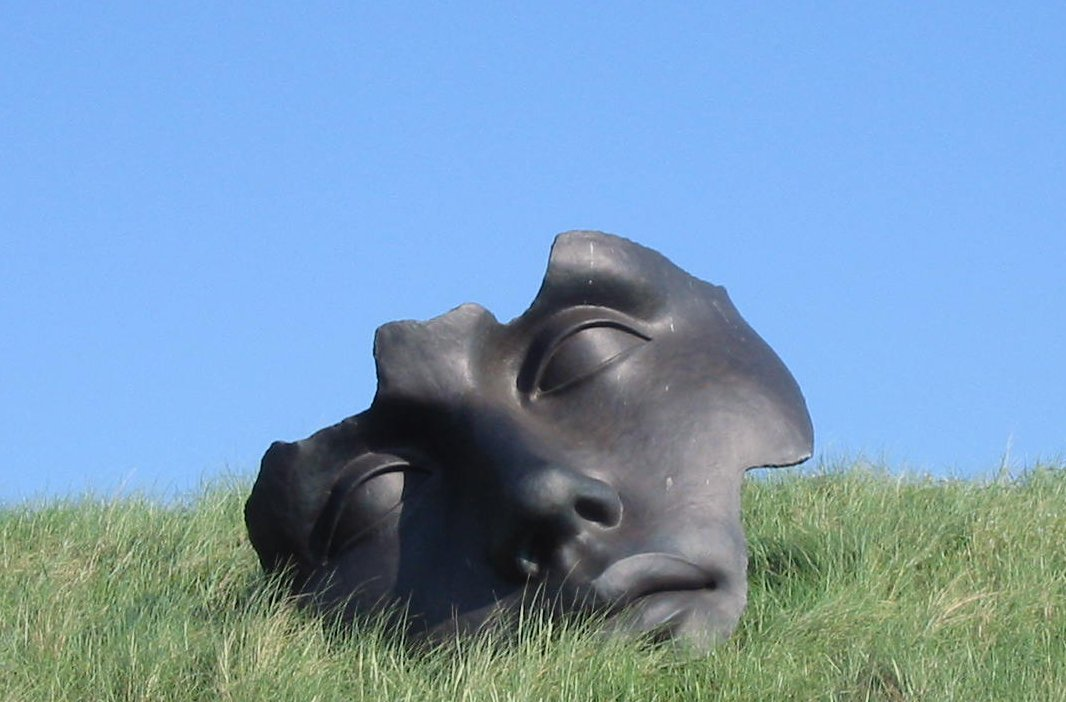
Beelden aan Zee

- Beeld en Geluid Den Haag, (voorheen COMM), opgeheven
- Bunker Museum Den Haag, opgeheven

## C
- Cultureel Maçonniek Centrum 'Prins Frederik'

## D
- De Verdieping van Nederland, verschillende tentoonstellingen, inmiddels opgeheven

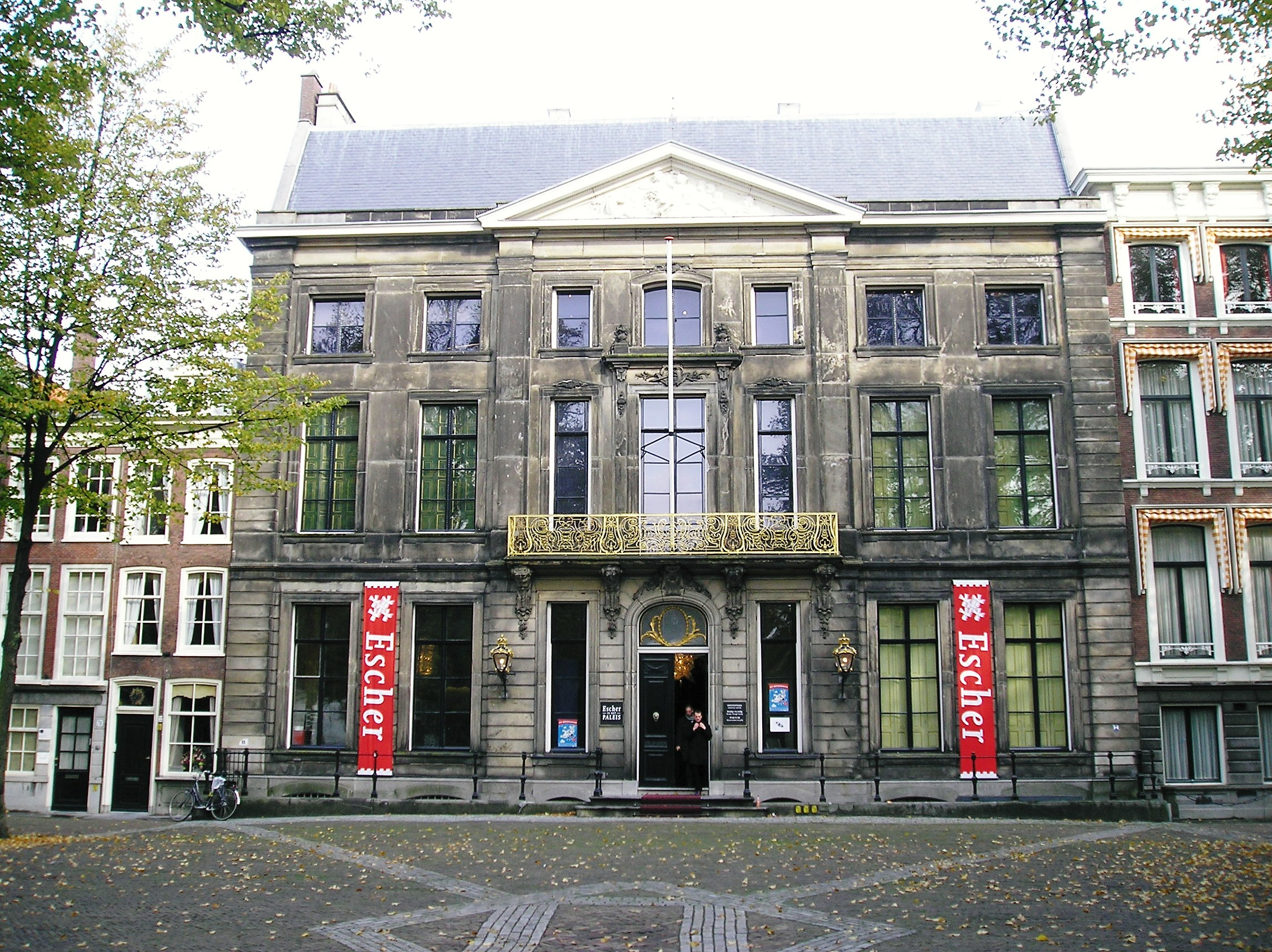
Escher in Het Paleis

## E
- Escher in Het Paleis, met werk van Maurits Cornelis Escher (opgeheven)

## F

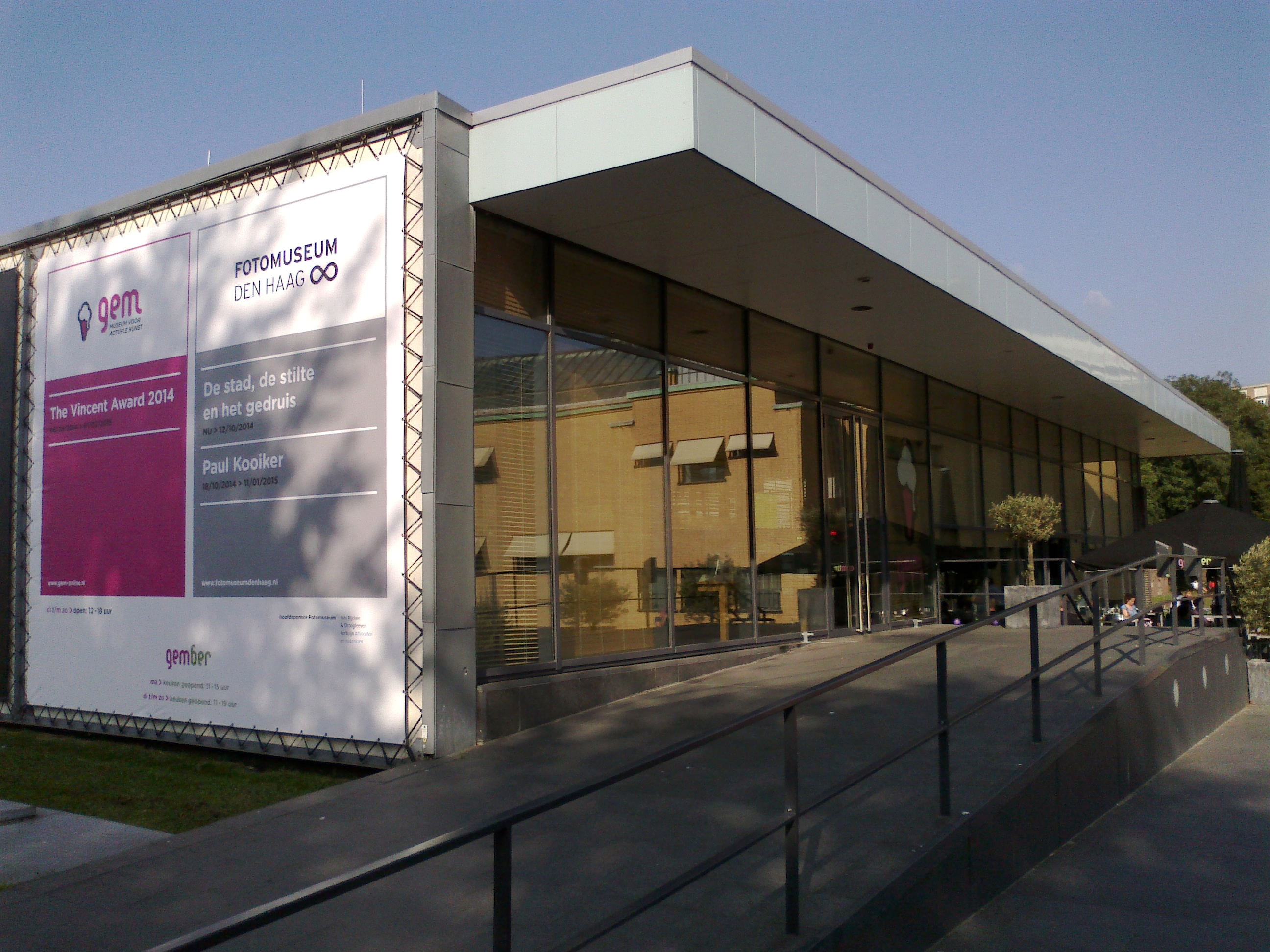
Fotomuseum Den Haag

- Fotomuseum Den Haag

## G

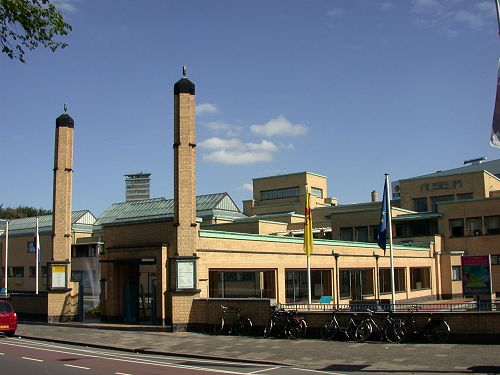
Gemeentemuseum Den Haag

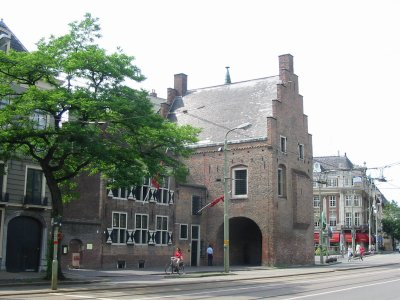
Gevangenpoort

- Galerij Prins Willem V
- Gevangenpoort (Den Haag)

## H
- Haags Bus Museum
- Haags Historisch Museum
- Haags Openbaar Vervoer Museum

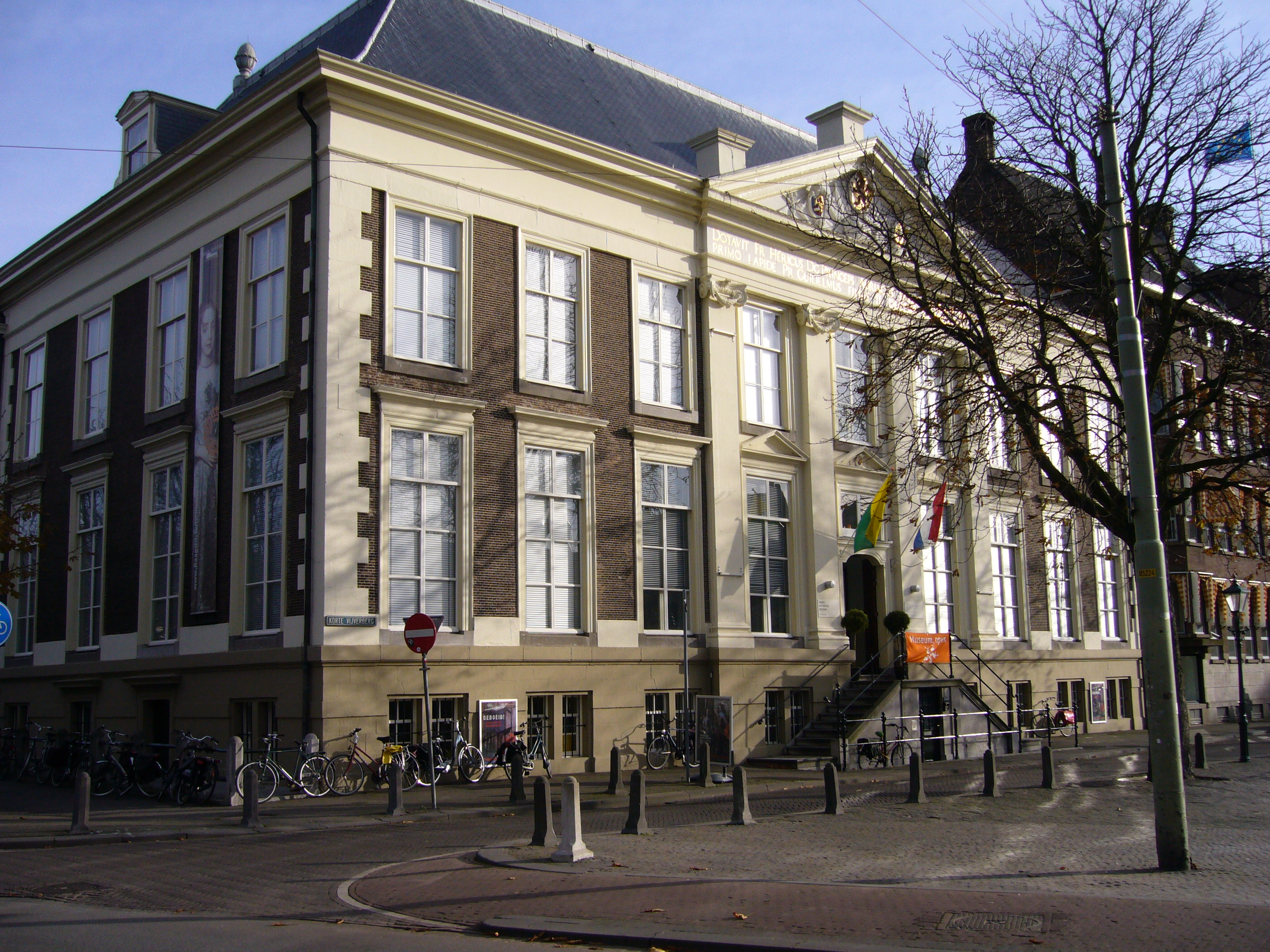
Haag Historisch Museum

- Humanity House, bestond van 2010 tot 2020

## I
- Internationaal Persmuseum, bestond van 1945 tot 1974

## K
- Kinderboekenmuseum
- Koninklijk Kabinet van Zeldzaamheden, bestond van 1816 tot 1883
- Kunstmuseum Den Haag, voorheen Gemeentemuseum Den Haag, o.a. moderne kunst

## L
- Literatuurmuseum
- Loosduins Museum
- Louis Couperus Museum, bestond van 1996 tot 2024
- Louwman Museum

## M

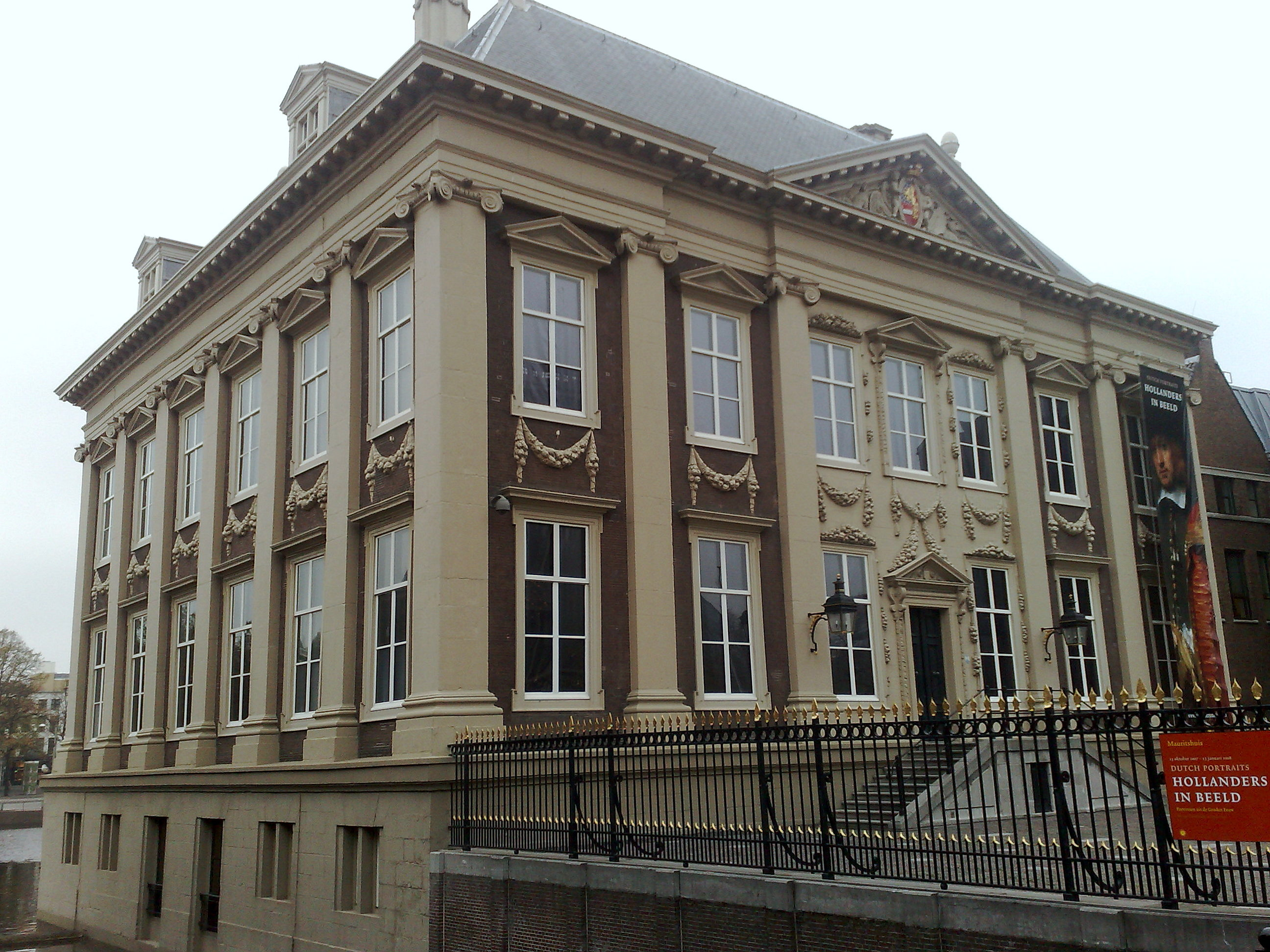
Mauritshuis

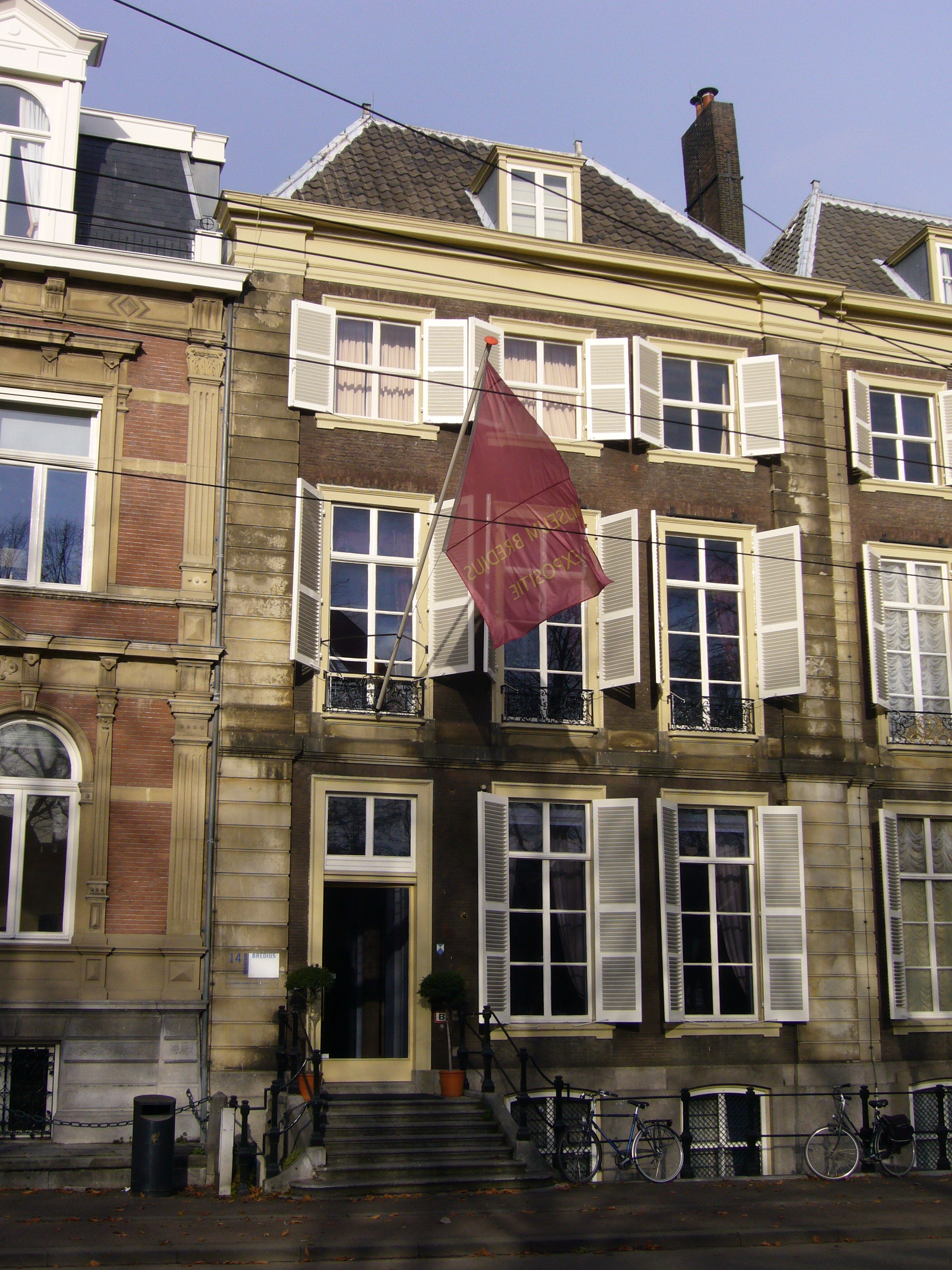
Museum Bredius

- Mauritshuis, veel uit 17de en de Gouden Eeuw
- Museum Meermanno, boekdrukkunst
- De Mesdag Collectie, kunstverzameling uit de 19de eeuw
- Museon, museum voor cultuur en wetenschap
- Museum Bredius
- Museum Sophiahof
- Muziekhistorisch Museum Scheurleer, bestond van 1905 tot 1935
- Muzee Scheveningen

## N
- Nederlandsch Museum voor Geschiedenis en Kunst, geopend in 1875, in 1883 gesloten i.v.m. verplaatsing naar Amsterdam

## P
- Panorama Mesdag

## Y
- Yi Jun Peace Museum